# 宽叶紫麻
宽叶紫麻（学名：Oreocnide tonkinensis）为荨麻科紫麻属下的一个种。种加名 tonkinensis 意为越南“东京的”。